# Mayada et Maïssa Gargouri
Œuvres principales
- Desperate Bledardes

Mayada Gargouri, née le 4 octobre 1988 à Vélizy-Villacoublay et Maïssa Gargouri, née le 15 janvier 1984 à Versailles, sont des auteurs de bande dessinée françaises. Elles sont notamment les créatrices de la bande-dessinée Desperate Bledardes. Nées de parents tunisiens, Maïssa et Mayada Gargouri ont grandi en région parisienne et habitent actuellement à Montesson dans les Yvelines.

## Biographie
En 2009, Mayada Gargouri poste une vidéo sur son compte personnel Facebook, mettant en scène son quotidien et celui de ses proches pour faire rire ses copines en parodiant leur série préférée Desperate Housewives, mais en version banlieusarde. À l’inverse de la série américaine, avec ses décors chic dans des quartiers résidentiels, c’est l’histoire de quatre jeunes filles désespérées vivant dans des quartiers HLM collectionnant des histoires d’amours ratées où les filles finissent par payer l’addition dans un kebab miteux. Les auteurs se sont inspirés d’elles-mêmes pour leurs personnages. Mayada est une fille extravagante qui fait des bêtises à répétition et qui enchaine les sorties en douce le soir en se faisant toujours attraper par leur mère « mama desperate », une mère assez autoritaire, les poursuivant avec un balai ou un aspirateur. À l’inverse de sa sœur, Maissa, plus réservée et plus sérieuse, préfère se concentrer sur ses études au lieu de sortir faire la fête, mais se fait toujours entrainer dans les péripéties de sa sœur Mayada.
La vidéo postée sur les réseaux sociaux a récolté plusieurs vus en quelques minutes et beaucoup de partages. Les amis et leurs amis ont réclamé une suite. C’est comme ça que les deux sœurs ont créé une page facebook dédiée aux vidéos. Elles réalisent une saison de 10 épisodes, mais par manque de temps elles ont arrêté pour se consacrer à leurs études.

### Dessinatrices

#### Illustrations web et bandes dessinées
Trois ans plus tard, en mai 2013, elles reviennent avec un nouveau format en passant de la vidéo animé à la BD. Elles réalisent leur planche en trente minutes maximum à l’aide d’une souris ou au crayon. Cette fois-ci, leur renommée dépasse largement le cadre amical et familial en passant de 1000 fans à 10 000 fans en plus par jour, arrivant sur la page. En juillet 2013, elles sont repérées par le site de rencontres mektoube.fr qui apprécie leur planche et leur propose un partenariat. Elles acceptent de créer une BD spin-off, une série dérivée de Desperate Bledardes avec une nouvelle famille, la famille Bentaba sur le thème des rencontres amoureuses.
Les sujets qui sont traités sont très divers, elles évoquent l’actualité, les relations hommes/femmes, l’impact des réseaux sociaux dans la société actuelle, des sujets tabous comme les mariages forcés…

## Œuvres
- Mayada Gargouri : Mayada off, Glénat, septembre 2020  (ISBN 978-2344043561)

## Distinctions

### Prix et nominations
- 2014 : Mayada Gargouri élue « Yvelinoise de l'année » par le Courrier des Yvelines[7].